# Петр (Банкерович)
Епи́скоп Пе́тр Банке́рович (серб. Епископ Петар Банкеровић; 22 августа 1925, Сплит — 4 октября 1988, Канберра) — епископ Сербской свободной православной церкви, епископ Австралийский и Новозеландский.

## Биография
Родился 22 августа 1925 года в Сплите в семье Илии и матери Босильки, где его отец служил жандармейским полковником. Начальное и среднее образование (гимназия) получил в Нови-Саде, Цетине и Белграде.
В 1951 году поступил в Монастырь Йшаница под Ягодином, а затем перешёл перешел послушником в Монастырь Горняк. 23 ноября 1953 года пострижен в рясофор в Монастыре Высокие Дечаны. На Вербное Воскресенье 1954 года в храме великомученика Георгия в Призрене епископом Владимиром (Раичем) был рукоположён в сан иеродиакона. 17 октября 1954 года в храме Святой Троицы в Белграде тем же епископом был рукопложён в сан иеромонаха.
В декабре 1955 года прибыл в Париж, где поступил в Свято-Сергиевский богословский институт. В августе 1957 года уехал в США. С 1958 по 1961 год изучал богословие в Свято-Владимирской духовной семинарии в Нью-Йорке.
Провёл год в миссии Русской православной церкви на острове святого Павла на Аляске, а затем переходит в клир Американской и Канадской епархии Сербской православной церкви.
Служил на многих приходах. Сначала был приходским священником в Гэри, Индиана, где он пробыл около 7 лет, а затем стал священника в Окленде, штат Калифорния. Через год после этого уехал в Японию, где около 6 месяцев служил в Японской православной церкви, после чего уходит в Лебанон, штат Пенсильвания, где он служил следующих 7 лет.
Последовал за епископом Дионисием (Миливоевичем), который в 1963 году покинул Сербскую православную церковь и создал неканоническую Сербскую свободную православную церковь.
В ноябре 1964 года на архиерейской литургии, во время празднования 50-летия Церкви св. Саввы в Гэри, произведен в сан игумена. В 1968 году епископом Свободной сербской церкви Иринеем произведён был в сан архимандрита.
Большое внимание удалял образованию и церковной прессе, поняв их силу и влияние на народ и молодёжь.
В конце декабря 1966 года на Пятом церковно-народном соборе по просьбе епископа Австралийского и Новозеландского Димитрия (Балача) архимандрит Петр был избран его викарием.
5 ноября 1977 года был хиротонисан во епископа, викария епископа Австралийского и Новозеландского Димитрия (Балача). Хиротонию совершили митрополит Украинской автокефальной православной соборноправной церкви Григорий (Огийчук) в сослужении с епископами Свободной сербской церкви Иринеем (Ковачевичем) и Димитрием (Балачем). 19 ноября того же года прибыл в Австралию.
В марте 1979 года епископ Петр отправился в Америку, где участвовал в хиротонии новоизбранного епископа Западно-Европейского Василия (Веиновича).
После смерти епископа Димитрия Шестой церковно-народный собор, прошедший 28 декабря 1979 года в соборном храме святого Георгия в Кабрамати, Сидней, избрал епископа Петра епископом Австралийско-Новозеландским.
Епископ Петр продолжил дело своего предшественника, расширяя работу в епархии. Он был главной движущей силой при покупке поместья под монастырь святого Саввы в 1981 году, а особенно во время строительства его церкви. За образец монастырской церкви в Холле, епископ Петр выбрал церковь Монастыря Каленич, как и место, на котором она должна быть построена. Имел инициативу собрать сербских детей вокруг Сербской церкви через летние лагеря, а также установил Мемориальный кресты в память о сербских новомучениках времён Второй мировой войны.
Болезнь, с которой он мужественно боролся до конца, положила конец его плодотворной деятельности. Скончался 4 октября 1988 года в Канберре от хронической лейкемии после долгой и мучительной болезни.
23 — 24 апреля 1991 года в Белграде между представителями Сербской православной церкви и Сербской свободной церкви было достигнуто соглашение о примирении, согласно которому Сербская патриархия признавала законность епископских хиротоний Петра (Банкеровича) и других иерархов Сербской свободной церкви и включила их в список архиереев Сербской патриархии. 
В сентябре 2008 года указом епископа Австралийского и Новозеландского Иринея (Добриевича) в субботу, 4. октября, или в воскресенье 5 октября во всех подчинённых ему храмах Австралии и Новой Зеландии были отслужены заупокойные службы по епископу Петру.